# Wilkowo Nowowiejskie
Wilkowo Nowowiejskie (kaszb. Wôłkòwò lub też Wilkòwò, niem. Villkow) – wieś w Polsce położona w województwie pomorskim, w powiecie lęborskim, w gminie Nowa Wieś Lęborska.
W latach 1975–1998 miejscowość administracyjnie należała do województwa słupskiego.

## Atrakcje
W Wilkowie Nowowiejskim znajduje się deska wycięta ze 130-letniej daglezji zielonej o długości 40,815 m, która posiadała wpis do Księgi rekordów Guinnessa. Ręczne wycinanie deski zakończyło się 17 maja 2009 podczas corocznej Majówki Wilkowskiej. Poprzedni rekord w tej kategorii należał od 12 czerwca 2002 do Centrum Edukacji i Promocji Regionu w Szymbarku i wynosił 36,83 m. W czerwcu 2012 roku Szymbark ponownie wpisał się do Księgi Rekordów Guinnessa deską mającą długość 46,53 m..